# إسحاق د. يونغ
إسحاق د. يونغ (بالإنجليزية: Isaac D. Young)‏ هو محامي وسياسي أمريكي، ولد في 29 مارس 1849، وتوفي في 10 ديسمبر 1927. حزبياً، نشط في الحزب الجمهوري. وقد انتخب عضو مجلس ولاية كانساس وانتخب عضو مجلس النواب الأمريكي.